# Wilhelm von Humboldt

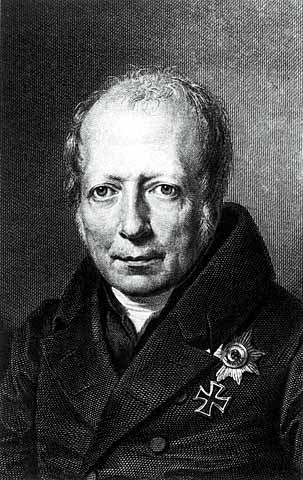
Wilhelm von Humboldt

Friedrich Wilhelm Christian Carl Ferdinand von Humboldt (n.1767, Potsdam-d.1835, Tegel) a fost un filozof politic și lingvist german, reprezentant al liberalismului clasic. A fost fratele lui Alexander von Humboldt.

## Viața și opera lui W. Von Humboldt
Wilhelm von Humboldt s-a născut la Potsdam în 1767 și a murit la Tegel în 1835. A fost crescut și educat în mediul aristocrației prusace. Partea cea mai importantă a operei sale lingvistice i-a fost publicată postum de fratele său. În timpul vieții, Humboldt a publicat foarte puțin. Între 1792-1800 a parcurs o perioadă foarte activă, în care a scris studii despre știința politicii, câteva lucrări de estetică și un studiu de antropologie având ca subiect diferența dintre sexe. În 1795 plănuiește să scrie o antropologie generală și găsește două tipuri de diferențe care definesc oamenii: 
- externe: structura fizică, statura, fizionomia, gesturile, la care adaugă, sub influență kantiană, și limba;
- interne: diferențe care derivă din limbă. După mai multe experiențe în țara bascilor,  a propus cheia diferențelor fundamentale dintre oameni. Ca urmare, va reface planul din 1795 total și va lucra toată viața la o antropologie în care diferența dintre oameni e dată de limbă. După 1817 începe o nouă perioadă în care publică scrieri mai ales de teoria limbajului. Din 1823 se retrage din diplomație și de la Universitate și încearcă să scrie o carte despre limba kawi din insula Jawa, o limbă sacră cu un vocabular sanscrit și o structură gramaticală de tip malaezian.

Lucrările sale cele mai importante au fost publicate după moartea lui. În 1836, fratele lui, Alexander von Humboldt, îi publică opera fundamentală de filosofie a limbajului cu numele de Über die Verschiedenheit des menschlichen Sprachbaues und ihren Einfluss auf die geistige Entwicklung des Menschensgeschlechts. Această operă a fost scrisă între 1830-1835 (a fost dictată, după obiceiul lui Humboldt, secretarului său Boschmann). Ea constituie introducerea la opera Kawi-Sprache auf die Insel Jawa.

## Fundamentarea științei lingvisticii ca ramură a antropologiei
Lucrarea Kawi-Sprache, constituie fundamentarea științei lingvisticii ca domeniu al antropologiei, în acest sens Humboldt negând preluarea clasificărilor și metodelor științelor naturii în domeniul științelor umane. „Nu există putere a sufletului care să nu fie activă în acest proces. Nimic în natura intimă a omului nu este atât de adânc, atât de fin sau atât de cuprinzător, încât să nu răzbată în tărâmul limbajului și să nu fie hrănit de acesta.” (Humboldt). Concluzia lui Humboldt este că o știință centrală a limbajului va fi o știință a antropologilor. 
Concepția humboldtiană trebuie înțeleasă în contextul mai larg al gândirii romantice. În romantism apare ideea că omul este înzestrat cu capacitatea de a crea lumea în care trăiește și de a imagina lumi (prin literatură, artă, filosofie). Ideea centrală a romantismului, pe care o reflectă și concepția humboldtiană este că nu suntem aici într-o lume dată; ființa umană are un destin mult mai tragic decât cel afirmat de raționaliști și empiriști, în sensul că omul trebuie să-și construiască, să-și creeze, cu puterile proprii, lumea în care trăiește. 
Pentru Humboldt, locul focal unde începe această creație fundamentală a lumii este limba. Lumea noastră se instituie în procesul creării cuvintelor. Transformarea experiențelor din lume în conținuturi lingvistice este esența procesului lingvistic și nucleul creativității umane în general.
Odată cu Humboldt se întemeiază, pentru prima dată, o filosofie lingvistică, o privire de ansamblu asupra existenței, din și în perspectiva limbajului.
3. Conceptele de energeia-dynamis-ergon 
Humboldt afirmă că există o energie primară care se manifestă în toate ființele și care este principiul primar al existenței tuturor ființelor. În cazul omului, această energie primară este puterea spirituală. Ea nu se găsește ca un dat în om, ci ea se manifestă în proces (fapt intuit, în filosofie, încă de Kant), ca activitate (energeia), iar locul în care se pune pentru prima dată în mișcare această energie primară ca putere de întruchipare (Einbildungskraft) sau creație imaginativă este limbajul.
Humboldt afirmă că limbajul este activitate (energeia) și nu operă (ergon) . Spiritul humboldtian este pus în lumină de Eugeniu Coșeriu. Conceptele humboldtiene de energie-dynamis-ergon - trebuie înțelese în spirit aristotelic (aceste concepte sunt preluate de Humboldt din ontologia aristotelică). Ergonul este produsul unei activități, care poate fi creatoare sau necreatoare. Dinamisul este facultatea, posibilitatea, de a realiza o activitate. Acest dynamis poate fi învățat prin experiență și studiu, în sensul că poți realiza o anumită activitate pentru că ai învățat cum să o faci. Există, deci, un in potentia al activității (energeia) care este tocmai acest dynamis. Însă energeia este aceea activitate sau actul creator care este anterior propriei sale dynamis. Există activități care pot fi productive sau neproductive. Activitățile neproductive sunt cele care nu au ca rezultat un produs (ergon) finit (de ex. a respira, a se plimba etc). Activitățile productive sunt cele al căror rezultat este un produs (ergon), în sensul că ceva rămâne în urma activității de producere (de ex., produsul unei activități poate fi un scaun, o masă, un desen etc). Activitățile productive sunt și ele de două feluri: necreatoare și creatoare. Activitățile necreatoare sunt acele activități prin care ai învățat să produci ceva - de ex. un scaun, o masă – și produci aceste lucruri mereu dupa acelasi model, fără sa adaugi nimic nou, nici o idee nouă. În acest caz produci după o tehnică învățată pe care o aplici de fiecare dată când realizezi acel tip de activitate. Energeia este o activitate productivă creatoare care se bazează pe un dynamis, dar este, în același timp, anterioară propriei dynamis; actul (energeia) este înaintea tehnicii (dynamis), în sensul în care mai întâi este invenția, și abia apoi poți încerca să analizezi și să înțelegi cum s-a făcut și, prin urmare, poți învăța și transforma în tehnică ceea ce inventatorul a făcut spontan. Deci mai întâi, ceva este inventat, apoi această invenție devine tehnică și se poate învăța. Dar în momentul creator inițial, invenția nu este încă tehnică. Deci energeia este acea activitate (sau dinamism) care e anterioară tehnicii cu care o execuți; este capacitatea de a crea ceva nou, în mod spontan, intuitiv, fără să știi dinainte regulile după care creezi. Pentru Aristotel, energeia în stare pură, fără dinamism, adică creativitatea pură este divinitatea. Omul în schimb se bazează întotdeauna pe o tradiție, pe o tehnică , însă, în vorbire, el întrece în permanență tehnica, creând fapte noi de limbaj.
Humboldt afirmă că această energeia se întâmplă în fiecare cuvânt și e anterioară învățării după modele sau reguli. Limbajul este cea dintâi activitate a puterii spirituale a omului. Mai mult chiar, ea este însăși această putere în activitate (energeia). În acest sens, limba este pentru Humboldt (la fel ca pentru Hegel), prima apariție a spiritului însuși în om. Spiritul se manifestă ca activitate, el este activitatea creatoare însăși.

## Conceptul lingvistic
Relația dintre conținut și expresie formează conceptul lingvistic. De exemplu, în cazul conceptului lingvistic arbore, expresia sau forma sonoră a cuvântului este a-r-b-o-r-e, iar conținutul cuvântului este „faptul de a fi arbore” sau „arbore”. Până la Humboldt, conținuturile cuvintelor erau înțelese ca fiind elaborate anterior expresiei în mintea umană. Aceste conținuturi elaborate și stocate în mintea umană se considera că, în vorbire, ar fi exprimate în forma materială (=expresia sau forma sonoră) specifică diverselor limbi. Înainte de Humboldt, teoretizările asupra limbajului s-au bazat pe ideea că există în mintea umană un fel de conținut universal (=același pentru toți oamenii și identic structurat în orice limbă), înainte de a fi exprimat în cuvinte. Odată cu Humboldt, apare ideea total diferită: nu există conținut elaborat mai întâi în minte care apoi să fie doar exprimat în cuvinte. Humboldt susține că conceptul lingvistic este ceva în care conținutul și expresia se interferează, se articulează într-o unitate inseparabilă. Această articulare între sensibil și spiritual este o sinteză pe care trebuie să o numim simbol (lingvistic), în sensul că amândouă laturile lui se întruchipează numai prin energeia. Conținutul se face prin articularea din expresie; conținutul nu există în mintea umană înainte de a vorbi, el apare, se face vorbind, se creează în vorbirea genuină cotidiană. Printr-o asemenea activitate se conturează conținuturile din vorbire. Expresia nu doar exprimă ceva care preexită, un conținut de gândire preexistent, ci ea este punctul de plecare în elaborarea conținutului; ideea sau conținutul apare în efortul de expresie a gândurilor. Humboldt se opune presupoziției existenței unei distanțe, în cele din urmă, imposibil de străbătut, între conținuturile fonice (expresiile lingvistice) și cele mintale (conținuturile de gândire) din vechea paradigmă și argumentează că în efortul de a spune, creăm ceea ce vrem să spunem și că noi suntem condamnați să ne facem conținuturile proprii ale limbii noastre.

## Forma internă și forma externă a limbii
Humboldt întemeiază știința autentică a lingvisticii pentru că, prin modul în care concepe procesul de articulare lingvistică și conținuturile care se instituie, devine posibilă studierea sistematică a limbilor istorice în manifestarea lor, urmând ca acestea să fie studiate pentru a observa cum în spatele unui conținut se ascunde o expresie, fără ca această expresie să fie identică cu expresii din alte limbi. 
Limbile particulare (ex. de limbi particulare: limba franceză, limba română, limba engleză etc.) nu reprezintă doar niște conglomerate de expresii diferite ce ar reprezenta sisteme organizate pentru conținuturi universale. Prin conceptul de formă externă a limbii, Humboldt teoretizează diversitatea limbilor pornind de la planul expresiei. 
Ex.: germ. Fledermaus, rom. liliac, fr. chauve-souris (expresii diferite în limbi diferite)
Humboldt afirmă că există în conținuturile fiecărei limbi o dimensiune particulară, istoric-specifică fiecărei limbi în parte (forma internă a limbii). Prin această afirmație, Humboldt se opune ideii că conținuturile cuvintelor ar fi aceleași /identice pentru toate limbile și avansează ideea că fiecare limbă construiește conținuturi lingvistice proprii, în acord cu perspectiva din care este privit obiectul. 
Ex.: gr. mēn (=măsurătoarea timpului); lat.lux (=luminătoarea spațiului) (nu doar expresiile sunt diferite, ci și conținuturile)

## Principiul relativității lingvistice
(a) Formularea principiului relativității lingvistice
În procesul de articulare prin care se instituie anumite expresii pentru anumite conținuturi se creează o viziune a lumii. Această viziune a lumii nu este o concepție elaborată științific despre lume, ci este o viziune intuitivă crescută sau derivată din modul sau perspectiva proprie în care sunt privite obiectele și articulate prin limbaj într-o anumită comunitate lingvistică. Humboldt oferă câteva formulări, de-a lungul perioadelor sale de creație, ale acestui principiu al relativității lingvistice: (A) „Limba nu este niciodată un simplu instrument, ci ea conține întotdeauna o viziune a lumii (Weltansicht), iar a vorbi o limbă înseamnă a-ți asuma, chiar fără a fi conștient de acest lucru, acea viziune.” sau: (B) „Fiecare limbă descrie un cerc în jurul poporului căruia îi aparține și nu se poate ieși din acest cerc decât intrând în altul. De aceea, învățarea unei limbi străine însemnă, de fapt, achiziția unui punct de vedere nou în înțelegerea lumii.” sau: (C) „Diversitatea limbilor nu este o diversitate de timbre și semne, ci o diversitate de viziuni ale lumii”.
Ideea lui Humboldt vine împotriva unei lungi și adânc înrădăcinate tradiții de gândire. Prin acest principiu al relativității lingvistice e formulată, pentru prima dată, postularea sau afirmarea diversității (Verschiedenheit) construcțiilor lingvistice umane, într-un sens pozitiv. Ideea diversității limbilor a fost observată anterior, dar într-un sens negativ (vezi mitul turnului Babel în care „încurcarea limbilor” este o pedeapsă divină). În opoziție cu această idee a pedepsei divine Humboldt afirmă diversitatea limbilor ca fiind cel mai de preț dar pe care Dumnezeu l-a făcut omenirii. Puterea dumnezeiască  (energeia umană este asemănătoare energeiei divine, dar limitată de intersubiectivitatea vorbirii) a diversităților limbilor face ca omul să poată avea o multiplicitate de viziuni ale lumii, o multiplicitate de lumi posibile în care să trăiască, căci fiecare limbă conține în ea însăși, implicit o lume. Pentru Humboldt, această multiplicitate a construcțiilor lingvistice umane trebuie văzută ca un „curcubeu spiritual”, în care fiecare culoare sau nuanță (=fiecare limbă) reprezintă o desfășurare a luminii albe.
Dacă fiecare limbă conține o viziune a lumii, atunci trecerea de la o limbă la alta înseamnă trecerea de la o viziune la alta și, în consecință, însemnă a câștiga o nouă viziune asupra lumii. Învățarea unei limbi străine înseamnă să ne asumăm viziunea lumii implicită în structurarea pe care ne-o propune această limbă, și care e ireductibilă, în ansamblul ei, la cealaltă viziune. Când învățăm o limbă străină nu învățăm expresii pentru aceleași conținuturi, ci schimbăm conținuturile. Cu cât limba pe care o învățăm e mai îndepărtată de cea maternă, cu atât mai diferită e noua viziune a lumii. Această teorie a relativității lingvistice e una dintre cele mai importante descoperiri ale minții umane în domeniul științelor spiritului.
Exemplu:
expresia—lat. l-u-x
gr. m-ē-n
Obiectul conținutul—lat. luminătoarea, cea care luminează spațiul
lună					gr. cea care măsoară timpul
Observații:
• Relația dintre o expresie și un conținut se numește semnificație/simbol/semn. (relația 1 sau relația de semnificare)
• Semnificația (expresia+conținutul) poate trimite la un obiect particular al lumii. (relația 2 sau relația de desemnare)
• Obiectul la care se face referire prin actul de desemnare este, cum se poate observa și din acest exemplu, același, indiferent de limbă. Ceea ce diferă este viziunea sau perspectiva din care este privit obiectul lună în cazul celor două limbi: pentru latini, luna este cea care luminează spațiul (intră în același câmp semantic cu „făclie”, de ex.), pentru greci, cea care măsoară timpul (intră în același câmp semantic cu „clepsidră”).
Pornind de la asemenea exemple și folosind un mare registru de limbi, Humboldt demonstrează sistematic această teză a relativității lingvistice. În ce privește cuvintele individuale/conținuturile lexicale și chiar regulile de construcție și de îmbinare a acestor cuvinte în interiorul unei limbi, limbajul constituie un mecanism specific de articulare a unui conținut experiențial prin mijloacele unei limbi particulare. Aceste conținuturi diferă, în principiu, pentru fiecare limbă în parte. În acest mecanism specific se reflectă modul specific de percepere a lumii caracteristic fiecărui popor în parte. Acest mod specific de percepere a lumii se proiectează apoi în construcțiile spirituale ale celor care vorbesc limba respectivă: în expresii, zicători, proverbe, mituri, până la construcții poetice.
(b) Argumentele aduse în demonstrarea principiului relativității lingvstice
(1) Conținuturile cuvintelor nu sunt universale (aceleași pentru toți oamenii în diverse limbi), ci sunt specifice fiecărei limbi în parte.
Exemple:    • rom. ghiocel = ghioc mic (‹ghioc + sufixul diminutival el)
- fr. peirce-neige = cel care străpunge zăpada
- rom. luceafăr = făcătorul de lumină (‹ lux  + fero)
- fr. étoile du soir = steaua serii
- étoile du berger = steaua ciobanului
- it. stella di vespere=  steaua serii
- it. stella di venere =steaua Venerei
- germ. die Abendstern =steaua serii

Notă: În niciuna dintre limbile romanice nu vom găsi aceeași formă internă a cuvântului „luceafăr” ca cea din limba română. În celelalte limbi romanice s-a pierdut această formă internă din cauză unei omonimii periculoase cu Lucifer (pierderea formei interne a cuvântului a survenit în urma unei traduceri greșite a Bibliei). 
- rom. luni = ziua Lunii
- magh. hétfő =  capul celor șapte zile ale săptămânii (hét +fő)
- germ. Montag = ziua Lunii (Mond + Tag)
- rom. vineri= trimite la un personaj din mitologia românească, Sfânta Vineri
- sued. fredag= trimite la zeița fertilității, Freja, din mitologia scandinavă
- rom. sâmbătă = trimite trimite la un personaj din mitologia românească, Sfânta Sâmbătă
- sued. lördag = ziua în care se spală (provine de la lögar, un cuvânt vechi pentru a spăla)

(2) Asociațiile cu sensurile sau cu forma internă ale cuvintelor, faptul că cuvintele sunt acompaniate cu idei și emoții colaterale, în același fel în diferite limbi și culturi, dar nu în toate.
Exemple:  • În multe culturi, albul este asociat cu puritatea, iar negrul cu doliul. Există, însă, culturi în care albul se asociază nu cu puritatea, ci cu doliul.
	      • În unele culturi, vaca este asociată cu dificultatea în mișcare, prostia. În India, însă, vaca este un animal sfânt.
(3) (a) Producerea de combinații lexicale se face de-a lungul acelorași linii și prin utilizarea sintaxei în același fel în anumite limbi, dar diferit în altele. Avem în acest caz de a face cu expresiile, sintagmele fixe pe care le întâlnim în diferite limbi și care sunt intraductibile în alte limbi.
Exemple: 
- „marea și cu sarea” : această expresie nu are nici un sens pentru un popor care nu are ieșire la mare și nu este bogat în sare
- „a face casa lună și bec” : această expresie nu poate apărea într-o în limbă în care cuvântul lună nu are o formă internă  care să permită asocierea cu aspectul „strălucitor”

(b) Cuvintele, expresiile, zicătorile și proverbele existente într-o limbă spun foarte multe și despre modul de viață al poporului respectiv. S-a demonstrat că în limba română cele mai multe expresii provin din viața pastorală, în spaniolă din cea religioasă, în franceză din cea socială, chiar erotică. De exemplu, în limba română verbul „a merge”, inițial a avut semnificația „ a coborî” (lat. mergere = a  coborî, a se scufunda). Pentru a înțelege sensul originar al acestui cuvânt trebuie să avem în vedere viața pastorală a poporului român pentru care a merge însemna într-adevăr a coborî (cu turmele de pe dealuri, munți). Fiecare popor are expresii idiomatice simetrizabile în limbi diferite. De exemplu, pentru „a muri”, românii au „a da  ortul popii”, englezii „a lovi găleata”, „a culege margarete”, iar germanii „a mușca iarba”.
(4) Forma internă a cuvintelor se poate extinde până la dimensiunile unui text literar. Avem în aceste situații de a face cu o exponențializare a potențialităților semantice ale cuvintelor în construcțiile poetice în care apar. Exemplul cel mai pertinent în acest caz este poemul lui Eminescu, Luceafărul.  Forma internă a cuvântului „luceafăr” din limba română a putut fi dezvoltat într-un mare poem care rămâne intraductibil în orice altă limbă.
Sintetizând ideea humboldtiană a relativității lingvistice putem spune că fiecare limbă își organizează și segmentează conținuturile semantice într-un mod propriu, astfel încât ansamblurile sunt constelații semantice diferite
- Jürgen Trabant Wilhelm von Humboldt Lectures, Rouen Ethnolinguistics Project, France, 2015, Lecture 1 : Wilhelm von Humboldt 1767-1835 Lecture 2 : Humboldt & the world’s languages - Portail vidéo de l'Université de Rouen Normandie (univ-rouen.fr)

.